# Ágoston Scholtz
Ágoston Scholtz (1844-1916) va ser un matemàtic hongarès, un dels fundadors de l'Associació Hongaresa de Física i Matemàtiques.

## Vida i Obra
Scholtz va assistir a les escoles de Igló (actual Spišská Nová Ves), Rosenau (actual Rožňava) i Löcse (actual Levoča). En completar la seva educació secundària, va estudiar a les universitats de Viena i Berlín, en la qual es va graduar el 1865. Després de donar classes durant uns anys a nivell de secundària, va obtenir la seva habilitació docent universitària el 1879 i va començar a donar classes a la Reial Universitat Hongaresa de Budapest (actual Universitat Loránd Eötvös)
Els camps de treball de Scholtz va ser la geometria projectiva i la teoria dels determinants. Va col·laborar intensament amb Jenő Hunyady, per això els seus resultats porten els noms del dos autors: teorema del determinants de Hunyadi-Scholtz i matriu de Hunyadi-Scholtz.